# Liste der Kulturdenkmale in Rosenhain (Löbau)
In der Liste der Kulturdenkmale in Rosenhain sind die Kulturdenkmale des Ortsteils Rosenhain der Großen Kreisstadt Löbau verzeichnet, die bis Januar 2019 vom Landesamt für Denkmalpflege Sachsen erfasst wurden (ohne archäologische Kulturdenkmale). Die Anmerkungen sind zu beachten.

## Liste der Kulturdenkmale in Rosenhain
| Bild                                    | Bezeichnung | Lage                                                     | Datierung                                                             | Beschreibung | ID       |
| --------------------------------------- | --- | -------------------------------------------------------- | --------------------------------------------------------------------- | --- | -------- |
| Direkt Bild zu diesem Denkmal hochladen | Eisenbahnbrücke | (Flurstück 278/3) (Karte)                                | 1845–1847                                                             | Bahnstrecke Görlitz–Dresden; führt über das Rosenhainer Wasser, dreibogig, Granit-Zyklopenmauerwerk, baugeschichtlich und technikgeschichtlich von Bedeutung | 08960285 |
| Direkt Bild zu diesem Denkmal hochladen | Wegestein | Am Berg (400 m westlich des Abzweiges Dolgowitz) (Karte) | 19. Jahrhundert                                                       | Granit, verkehrsgeschichtlich von Bedeutung | 08960287 |
| Direkt Bild zu diesem Denkmal hochladen | Wohnhaus | Am Berg 8 (Karte)                                        | 18. Jahrhundert                                                       | Obergeschoss Fachwerk, verbrettert, Umgebinde-Rest, Langständerbau, baugeschichtlich und sozialgeschichtlich von Bedeutung | 08960289 |
| Direkt Bild zu diesem Denkmal hochladen | Rittergut Rosenhain (Sachgesamtheit) | Am Gut 1, 3, 5, 6, 7, 7 (bei) (Karte)                    | 19. Jahrhundert (Rittergut); 19. Jahrhundert (Nr. 7); um 1912 (Nr. 6) | Sachgesamtheit Rittergut Rosenhain mit folgenden Einzeldenkmalen: südliches Wirtschaftsgebäude (Nr. 1, 3, 5), westliche Scheune mit Tennenauffahrt und Bruchsteinmauer und nördlicher Bergkeller (bei Nr. 7) (siehe Einzeldenkmal 09299762), Wohnhaus (Nr. 6, Sachgesamtheitsteil)) und Nr. 7 (Sachgesamtheitsteil, möglicherweise einst Herrenhaus, heute Neuaufbau); baugeschichtlich und ortsgeschichtlich von Bedeutung | 09303364 |
|                                         | Südliches Wirtschaftsgebäude (Nr. 1, 3, 5), westliche Scheune mit Tennenauffahrt und Bruchsteinmauer sowie der nördliche Bergkeller (bei Nr. 7), Einzeldenkmale zu ID-Nr. 09303364 | Am Gut 1, 3, 5, 7 (Karte)                                | 19. Jahrhundert                                                       | Einzeldenkmale der Sachgesamtheit Rittergut Rosenhain; das große südliche Wirtschaftsgebäude aus Bruchstein mit Scheunen, Stallungen und einem erhöhten Mittelbau mit Wohnungen, die Scheune aus Bruchstein, baugeschichtlich und ortsgeschichtlich von Bedeutung | 09299762 |
| Direkt Bild zu diesem Denkmal hochladen | Denkmal für die Gefallenen des Ersten Weltkrieges | Am Rosenhain (gegenüber 24/26) (Karte)                   | Nach 1918                                                             | 2,50 m hoher Monolith mit eingelassener Inschrifttafel, ortsgeschichtlich von Bedeutung | 08960293 |
|                                         | Wegestein | Am Rosenhain 9 (bei) (Karte)                             | Nach 1875                                                             | Granit, verkehrsgeschichtlich von Bedeutung | 08960282 |
| Direkt Bild zu diesem Denkmal hochladen | Wohnstallhaus | Am Rosenhain 12 (Karte)                                  | 1. Hälfte 19. Jahrhundert                                             | Wohnstallhaus mit Fachwerkobergeschoss, zur Hälfte abgerissen, baugeschichtlich von Bedeutung | 08960283 |
| Direkt Bild zu diesem Denkmal hochladen | Wohnstallhaus und Scheune eines Dreiseithofes | Am Rosenhain 21 (Karte)                                  | Um 1800                                                               | Wohnstallhaus mit Fachwerkobergeschoss, baugeschichtlich und wirtschaftsgeschichtlich von Bedeutung | 08960292 |
| Direkt Bild zu diesem Denkmal hochladen | Wohnhaus mit Resten einer Oberlaube und Scheune | Bachweg 2 (Karte)                                        | 18. Jahrhundert                                                       | Wohnhaus mit Fachwerkobergeschoss, baugeschichtlich und wirtschaftsgeschichtlich von Bedeutung | 08960284 |
| Direkt Bild zu diesem Denkmal hochladen | Wohnhaus | Im Wiesengrund 1 (Karte)                                 | Bezeichnet mit 1822 (Türgewände)                                      | Obergeschoss Fachwerk, baugeschichtlich von Bedeutung | 08960296 |
| Direkt Bild zu diesem Denkmal hochladen | Wegestein | Laubaner Landstraße 17 (an der B6) (Karte)               | Nach 1875                                                             | Verkehrsgeschichtlich von Bedeutung | 08960295 |

## Streichungen von der Denkmalliste
| Bild                                    | Bezeichnung                                                        | Lage                    | Datierung                                                                                   | Beschreibung | ID       |
| --------------------------------------- | ------------------------------------------------------------------ | ----------------------- | ------------------------------------------------------------------------------------------- | --- | -------- |
| Direkt Bild zu diesem Denkmal hochladen | Wohnstallhaus, zwei Scheunen und Seitengebäude eines Vierseithofes | Am Berg 10 (Karte)      | Um 1800 (Fachwerkscheune); um 1850 (Wohnstallhaus); 2. Hälfte 19. Jahrhundert (Vierseithof) | Bau- und wirtschaftsgeschichtlich von Bedeutung. Zwischen 2019 und 2024 aus der Denkmalliste gestrichen.                                           | 08960290 |
| Direkt Bild zu diesem Denkmal hochladen | Wohnhaus und Holzscheune eines Zweiseithofes sowie Stützmauer      | Am Berg 12 (Karte)      | Um 1800                                                                                     | Wohnhaus mit verbrettertem Fachwerkobergeschoss, baugeschichtlich und sozialgeschichtlich von Bedeutung; nach 2014 von der Denkmalliste gestrichen | 08960291 |
| Direkt Bild zu diesem Denkmal hochladen | Wohnhaus                                                           | Am Rosenhain 20 (Karte) | Um 1800                                                                                     | Obergeschoss Fachwerk, mit Kunstschiefer verkleidet, baugeschichtlich von Bedeutung. Zwischen 2019 und 2024 aus der Denkmalliste gestrichen.       | 08960294 |

## Tabellenlegende
- Bild: Bild des Kulturdenkmals, ggf. zusätzlich mit einem Link zu weiteren Fotos des Kulturdenkmals im Medienarchiv Wikimedia Commons. Wenn man auf das Kamerasymbol klickt, können Fotos zu Kulturdenkmalen aus dieser Liste hochgeladen werden:
- Bezeichnung: Denkmalgeschützte Objekte und ggf. Bauwerksname des Kulturdenkmals
- Lage: Straßenname und Hausnummer oder Flurstücknummer des Kulturdenkmals. Die Grundsortierung der Liste erfolgt nach dieser Adresse. Der Link (Karte) führt zu verschiedenen Kartendiensten mit der Position des Kulturdenkmals. Fehlt dieser Link, wurden die Koordinaten noch nicht eingetragen. Sind diese bekannt, können sie über ein Tool mit einer Kartenansicht einfach nachgetragen werden. In dieser Kartenansicht sind Kulturdenkmale ohne Koordinaten mit einem roten bzw. orangen Marker dargestellt und können durch Verschieben auf die richtige Position in der Karte mit Koordinaten versehen werden. Kulturdenkmale ohne Bild sind an einem blauen bzw. roten Marker erkennbar.
- Datierung: Baubeginn, Fertigstellung, Datum der Erstnennung oder grobe zeitliche Einordnung entsprechend des Eintrags in der sächsischen Denkmaldatenbank
- Beschreibung: Kurzcharakteristik des Kulturdenkmals entsprechend des Eintrags in der sächsischen Denkmaldatenbank, ggf. ergänzt durch die dort nur selten veröffentlichten Erfassungstexte oder zusätzliche Informationen
- ID: Vom Landesamt für Denkmalpflege Sachsen vergebene, das Kulturdenkmal eindeutig identifizierende Objekt-Nummer. Der Link führt zum PDF-Denkmaldokument des Landesamtes für Denkmalpflege Sachsen. Bei ehemaligen Kulturdenkmalen können die Objektnummern unbekannt sein und deshalb fehlen bzw. die Links von aus der Datenbank entfernten Objektnummern ins Leere führen. Ein ggf. vorhandenes Icon  führt zu den Angaben des Kulturdenkmals bei Wikidata.